# Râul Lupoaia, Vedea
Râul Lupoaia este un curs de apă, afluent al râului Vedița. 